# Royaume des Maures et des Romains
429–578
Entités précédentes :
- Empire romain d'Occident

Entités suivantes :
- Empire byzantin
- Royaume d'Altava
- Royaume du Ouarsenis

Le royaume des Maures et des Romains (en latin : Regnum Maurorum et Romanorum, en tamazight : ⵜⴰⴳⵍⴷⵉⵜ ⵉⵎⵓⵔⵉⵢⵏ ⴷ ⵉⵔⵓⵎⴰⵏⵉⵢⵏ) est un royaume berbère indépendant qui exista de 429 à 578 dans une partie du nord de l'Algérie centrale et occidentale et de l'est du Maroc. Sa capitale était Altava, qui contrôlait une grande partie de l'ancienne province romaine de Maurétanie césarienne. Le royaume se forme au ve siècle, alors que le contrôle romain sur la province s'affaiblit et que les ressources impériales doivent être concentrées ailleurs, notamment pour défendre la péninsule italienne elle-même contre les invasions barbares.
Les dirigeants du royaume entrent à plusieurs reprises en conflit avec le royaume vandale voisin, qui est créé à la suite de la conquête de la province romaine d'Afrique par les Vandales. Le roi des Maures et des Romains Masuna s'allie avec les armées de l'Empire byzantin lors de leur reconquête de l'Afrique du Nord dans la guerre des Vandales. Après la victoire des byzantins, les souverains du royaume maintiennent leur alliance avec l’Empire byzantin en le soutenant dans ses guerres contre les résistants et rebelles berbères d’autres tribus et royaumes, tels que celui d'Iaudas, dans l'Aurès.
À terme, les liens diplomatiques entre l’Empire byzantin et le royaume se sont brisés. Le roi Garmul envahit la préfecture de prétoire d'Afrique dans le but de prendre des territoires byzantins. Sa défaite en 578 conduit presque immédiatement à la fin du royaume, qui est fragmenté et partiellement réincorporé dans l’Empire byzantin.
Le royaume est remplacé par quelques plus petits États berbères romanisés, tels que le royaume d'Altava.

## Histoire

### Établissement
Le ve siècle voit l'effondrement et la chute de l'empire romain d'Occident. Les territoires intérieurs de la Maurétanie sont déjà sous le contrôle des Berbères depuis le IVe siècle, la domination directe romaine se confinant à des villes côtières telles que Septem en Maurétanie tingitane et Césarée en Maurétanie césarienne. Les dirigeants berbères des territoires de l'intérieur conservent un certain degré de culture romaine, y compris les villes et les colonies locales, et reconnaissent de façon nominative la suzeraineté des empereurs romains.
Alors que les incursions barbares se généralisent, même dans des provinces auparavant sûres telles que l'Italie, l'armée romaine d'Occident est de plus en plus occupée à défendre des territoires dans les parties septentrionales de l'Empire. Même la frontière vitale du Rhin contre la Germanie est dépouillée de ses troupes pour organiser une défense contre une armée wisigothique envahissant l'Italie sous Alaric Ier. La frontière à court de personnel permet à plusieurs tribus, telles que les Vandales, les Alains et les Suèves, de traverser le Rhin en 406 et d'envahir le territoire romain.
Après l'effondrement de l'Empire romain d'Occident, le royaume des Maures et des Romains devient un royaume barbare à part entière, pas très différent de ceux qui s'étaient développés dans d'autres parties de l'ancien empire. Bien que la plupart des autres royaumes barbares, tels que ceux des Wisigoths et des Vandales, se trouvent entièrement à l'intérieur des frontières de l'ancien Empire romain, le royaume des Maures et des Romains s'étend au-delà de la frontière impériale formelle, englobant également des territoires berbères jamais contrôlés par les Romains.

### Roi des Maures et des Romains
L’un des souverains berbères de Maurétanie, Masuna, s'est titré de Rex gentium Maurorum et Romanorum, le « roi des peuples Romains et Maures ». Masuna n'est connu que par une inscription sur une fortification à Altava (actuelle Ouled Mimoun, dans la région d'Oran), datée de 508. Il est connu pour avoir possédé Altava, supposée être la capitale en raison de son importance sous les rois ultérieurs, et au moins deux autres villes, Castra Severiana et Safar, comme mention est faite des fonctionnaires qu'il avait nommé là-bas. En tant que siège d’un diocèse ecclésiastique (le diocèse de Castra Severiana, un ancien évêché qui a prospéré au cours de l’Antiquité tardive), le contrôle de Castra Severiana peut avoir été particulièrement important.
En entier, l'inscription se lit :
« Pro sal(ute) et incol(umitate) reg(is) Masunae gent(ium) Maur(orum) et Romanor(um) castrum edific(atum) a Masgivini pref(ecto) de Safar. Iidir proc(uratore) castra Severian(a) quem Masuna Altava posuit, et Maxim(us) pr(ocurator) Alt(ava) prefec(it). P(ositum) p(rovinciae) CCCLXVIIII. »
Les trois fonctionnaires nommés sont Masgiven (préfet de Safar), Lidir (procureur de Castra Severiana) et Maximus (procureur de Altava). La date, 369, est la date de fondation de la province et correspondrait à 508,.
Les centres administratifs centraux du royaume sont situés à l'interface territoriale de deux populations distinctes, à savoir les colons côtiers et provinciaux, Romani (Romains) et Mauri, tribaux (Berbères) situés autour et au-delà de l'ancienne frontière romaine. Les citoyens des villes romaines sont soumis à une administration formelle et organisée, dirigée par des fonctionnaires nommés, tels que ceux nommés par le roi Masuna. Les effectifs militaires proviennent des tribus berbères dont le contrôle est maintenu par le contrôle d'individus clés, tels que les chefs de tribus, en leur attribuant des honneurs et des domaines. Comme le royaume des Maures et des Romains a adopté l'organisation militaire, religieuse et socioculturelle de l'Empire romain, il continue de faire partie intégrante du monde latin occidental. La structure administrative et la titulature utilisée par les dirigeants du royaume suggèrent une certaine identité politique romanisée dans la région. Cette identité politique romaine est maintenue par d'autres plus petits royaumes berbères de la région, comme dans le royaume de Masties, dans l'Aurès, où celui-ci s'est proclamé Imperator pendant son règne aux alentours de 516, en postulant qu'il n'a jamais remis en cause sa confiance envers ses sujets berbères (dit Maures) ou Romains.

## L'Empire byzantin et les Vandales

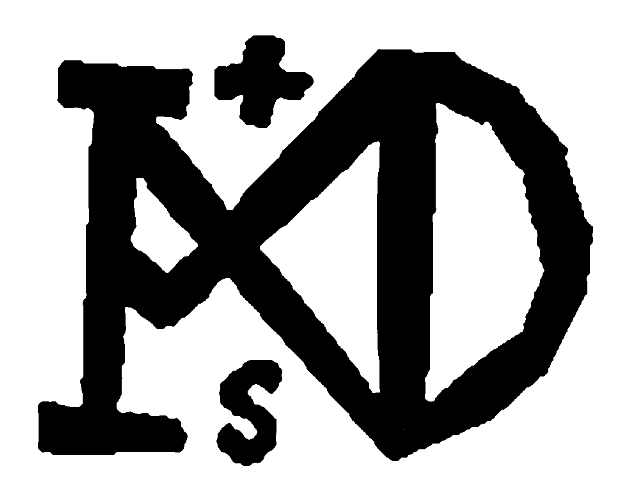
Monogramme du roi Mastigas.

Les archives byzantines faisant référence au royaume vandale, qui occupe une grande partie de l'ancienne province d'Afrique et des régions côtières de Maurétanie, y font souvent référence en ce qui concerne une trinité de peuples ; Vandales, Alains et Maures, et bien que certains Berbères ont aidé les Vandales dans leurs conquêtes en Afrique, l'expansion des Berbères était parfois dirigée contre les Vandales plutôt qu'avec eux, ce qui entraînerait une expansion du royaume des Maures et des Romains et d'autres royaumes berbères de la région, tels qu'un puissant royaume dans l'Aurès.
En effet, un roi berbère identifié par l'historien byzantin Procope de Césarée comme Massônas (souvent supposé être la même personne que Masuna) est allié aux forces de l'Empire byzantin en 535, pendant la guerre des Vandales. Lorsque Bélisaire et les forces byzantines sont arrivées en Afrique du Nord pour envahir et restaurer la domination romaine sur la région, les dirigeants berbères locaux se soumettent volontairement à la domination impériale, n'exigeant en retour que les insignes de leur pouvoir ; une couronne d'argent, un bâton d'argent doré, une tunique et des bottes dorées. Essentiellement roi-clients, beaucoup des dirigeants berbères se sont ensuite montrés récalcitrants. Les dirigeants qui ne sont pas directement adjacents aux territoires impériaux étaient plus ou moins indépendants, bien qu'ils soient nominalement des sujets impériaux, et sont traités avec plus de courtoisie que ceux se trouvant directement à la bordure de l'Empire, afin de les maintenir en ligne. À la suite de la reconquête du royaume vandale par les byzantins, les gouverneurs locaux commencent à avoir des problèmes avec les tribus berbères locales. La province de Byzacène est envahie et la garnison locale, y compris les commandants Aïgan et Rufin, sont défaits et tués. Solomon, le nouveau préfet du prétoire d’Afrique, mène plusieurs guerres contre ces tribus berbères, menant une armée d’environ 18 000 hommes en Byzacène. Solomon les vainc et retourne à Carthage, mais les Berbères se soulèvent encore et envahissent la Byzacène. Solomon les vainc une nouvelle fois, cette fois de manière décisive, en dispersant les forces berbères. Les soldats berbères survivants se retirent en Numidie, où ils unissent leurs forces avec Iaudas, un roi dans l'Aurès,.
Masuna, allié avec l'Empire byzantin, et un autre roi berbère, Orthaïas (qui dirige un royaume dans l'ancienne province de Maurétanie sétifienne), exhortent Solomon de poursuivre les ennemis berbères jusqu'en Numidie, ce qu'il fit. Solomon n’engage cependant pas Iaudas au combat, se méfiant de la loyauté de ses alliés, et construit plutôt une série de postes fortifiés le long des routes reliant la Byzacène à la Numidie,.
Masuna meurt vers 535, et est remplacé comme roi des Maures et des Romains par Mastigas (également connu sous le nom de Mastinas). L'historien Procope de Césarée affirme que Mastigas est un souverain pleinement indépendant qui gouverne presque toute l'ancienne province de Maurétanie césarienne, à l'exception de l'ancienne capitale de la province, Césarée, qui avait été sous le contrôle des Vandales et qui est aux mains des byzantins à son époque. Les souverains du royaume des Maures et des Romains et d'autres royaumes berbères continuent à se considérer comme des sujets de l'empereur byzantin à Constantinople, même lorsqu'ils étaient en guerre avec ou engagés dans des raids sur un territoire impérial, la plupart des dirigeants berbères utilisant des titres tels que dux ou rex.

### Effondrement
Le dernier roi connu du Regnum Maurorum et Romanorum était Garmul (également connu sous le nom de Garmules) qui va s'opposer à la domination byzantine en Afrique. À la fin des années 560, Garmul lance des raids sur le territoire romain et, bien qu'il ne réussisse à prendre aucune ville importante, trois généraux, le préfet de prétoire Théodore (en 570) et les deux Magister militum Thevestinos (en 570) et Amabilis (en 571), sont notés par l'historien wisigoth Jean de Biclar comme ayant été successivement tués par les forces de Garmul. Ses activités, surtout en liaison avec les attaques simultanées de Wisigoths en Espagne, constituent une menace manifeste pour les autorités de la province. Garmul n'est pas le chef d'une simple tribu semi-nomade, mais d'un royaume barbare à part entière, doté d'une armée permanente. Ainsi, le nouvel empereur romain d'Orient, Tibère II Constantin, nomme à nouveau Thomas au poste de préfet du prétoire d'Afrique et l'habile général Gennadios est nommé magister militum dans le but clair de réduire le royaume de Garmul. Les préparatifs sont longs et minutieux, mais la campagne elle-même, lancée en 578, est brève et efficace, Gennadios piège et tue Garmul lors d'un banquet.
Avec la défaite de Garmul, le royaume des Maures et des Romains s'effondre. L'Empire byzantin réintègre une partie des territoires du royaume, notamment le couloir côtier des anciennes provinces de Maurétanie tingitane et de Maurétanie césarienne.

## Héritage

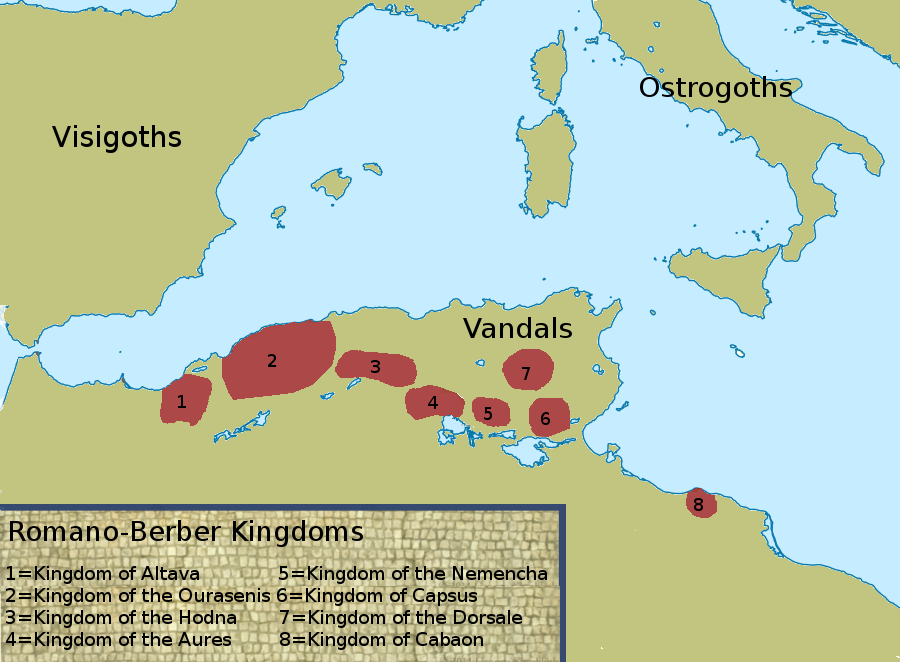
Carte des royaumes romano-berbères après l'effondrement du royaume des Maures et des Romains, de gauche à droite ; Altava, Ouarsenis, Hodna, Aurès, Nemencha, Capsus, Dorsale et Cabaon.

Altava reste la capitale d'un royaume berbère romanisé, le royaume d'Altava, bien qu'il soit considérablement plus petit que le royaume de Masuna et de Garmul. À la fin du Ve et au début du vie siècle, le christianisme devient la religion pleinement dominante du royaume berbère d'Altava, avec des influences syncrétiques de la religion berbère traditionnelle. Une nouvelle église est construite dans la capitale Altava à cette période. Altava et les autres royaumes successeurs du royaume des Maures et des Romains, les royaumes de l'Ouarsenis et de l'Hodna, ont également connu une croissance économique et la construction de plusieurs nouvelles églises et fortifications. 
Bien que la préfecture du prétoire d'Afrique et plus tard l'exarchat d’Afrique verront quelques nouvelles rébellions berbères, celles-ci seront réprimées et de nombreuses tribus berbères seront acceptées comme foederati, comme elles l’avaient déjà été maintes fois par le passé.

## Liste des rois des Maures et des Romains
| Monarque                | Date       | Notes |
| ----------------------- | ---------- | --- |
| Dirigeant(s) inconnu(s) | 429-v. 508 | Le premier dirigeant connu du royaume des Maures et des Romains est Masuna, grâce à des inscriptions datées de 508. |
| Masuna                  | v. 508-535 | Aussi connu sous le nom de Massônas. Il s'allie avec l'Empire byzantin contre le royaume vandale et plus tard contre une coalition berbère rassemblée par Iaudas, roi dans l'Aurès.                                                                   |
| Mastigas                | 535-541    | Aussi connu sous le nom de Mastinas. Il contrôle l'entièreté de la province de Maurétanie césarienne, à l'exception de l'ancienne capitale de Césarée.                                                                                                |
| Stotzas                 | 541-545    | Aussi connu sous le nom de Stutias. Il est un ancien rebelle byzantin qui devient roi des Maures et des Romains après son mariage avec la fille d'un roi prédécesseur. Il est vaincu et tué par les forces byzantines loyalistes en 545.              |
| Jean                    | 545-546    | Connu sous le nom de Jean le Tyran et surnommé Stotzas le Jeune, il remplace Stotzas à la tête l'armée rebelle. Il est fait prisonnier et envoyé enchaîné à Constantinople, où il aurait été crucifié.                                                |
| Dirigeant(s) inconnu(s) | 546-v. 570 | Pas de dirigeant connu entre 545 et les années 570. |
| Garmul                  | v. 570-578 | Aussi connu sous le nom de Gasmul. Il envahit la préfecture du prétoire d'Afrique dans les années 570. Sa mort et sa défaite en 578 marque la fin du royaume des Maures et des Romains, fragmenté et partiellement ré-intégré dans l'Empire byzantin. |

## Référencement